# A.C. Legnano
Associazione Calcio Dilettantistica Legnano, thường được gọi là Legnano, là một câu lạc bộ bóng đá Ý có trụ sở tại Legnano, Lombardy. Được thành lập vào năm 1913, Legnano đã chơi ba mùa ở Serie A và tổng cộng mười một mùa ở hạng cao nhất của hệ thống giải bóng đá Ý.
Lần xuất hiện gần đây nhất của Legnano tại Serie A có từ năm 1954, trong khi năm 1957, câu lạc bộ đã tham gia lần cuối cùng - đến nay - trong mùa giải Serie B (hạng thứ hai của bóng đá Ý). Kể từ đó, câu lạc bộ đã chơi ở mức cao nhất của họ là giải hạng ba của giải đấu Ý.
Màu sắc của đội là màu hoa cà và màu trắng. Sau cuộc đấu tranh tài chính và phá sản vào năm 2010, câu lạc bộ đã gấp lại và cải tổ vào năm 2011 với tên ASD Legnano Calcio 1913; vào năm 2015, họ đã giành lại quyền đặt tên cho mình là ACD Legnano Calcio và hợp nhất lịch sử của họ với một trong những câu lạc bộ 97 tuổi đã giải tán trước đây.

## Lịch sử

### Thành lập
Câu lạc bộ được thành lập vào năm 1913 với tên Câu lạc bộ bóng đá Legnano.
Một số cầu thủ đáng chú ý đã xuất hiện cho Legnano trong những năm đầu của họ. Thủ môn Angelo Cameroni được triệu tập lên đội tuyển quốc gia Ý năm 1920; ông là người chơi Legnano đầu tiên đạt được điều này. Luigi Allemandi chơi bốn mùa với câu lạc bộ từ năm 1921 trở đi, cho đến khi anh được mua bởi gã khổng lồ Ý Juventus. Sau đó, anh đã giành được World Cup với Ý tại FIFA World Cup 1934.

### Serie A: Câu lạc bộ ở đỉnh cao của họ
Legnano lần đầu tiên có được quyền tham dự vào Serie A cho mùa 1930-31; năm trước họ đã hoàn thành với tư cách là á quân ở Serie B. Trận đấu đầu tiên ở cấp cao nhất của bóng đá Ý là trận thua 2-1 của câu lạc bộ lâu đời nhất nước Ý, Genoa CFC
Thật không may cho Legnano, họ đã kết thúc ở cuối bảng mùa giải đó và đã xuống hạng; tuy nhiên, kết quả đáng chú ý khác là trận hòa 1-1 với bàn thắng ở phút cuối cùng của AS Roma và thất bại 2-1 của SSC Napoli ở Napoli.
Trong mùa giải 1935-36, câu lạc bộ đã đổi tên thành Associazione Calcio Legnano.
Cầu thủ chạy cánh trái Emilio Caprile được azzurri triệu tập, để chơi trong hai trận đấu quốc tế trong năm 1948. Anh trở thành cầu thủ Legnano đầu tiên ghi bàn cho Italia với một bàn thắng trong mỗi trận đấu.

### Trượt xuống giải đấu Ý

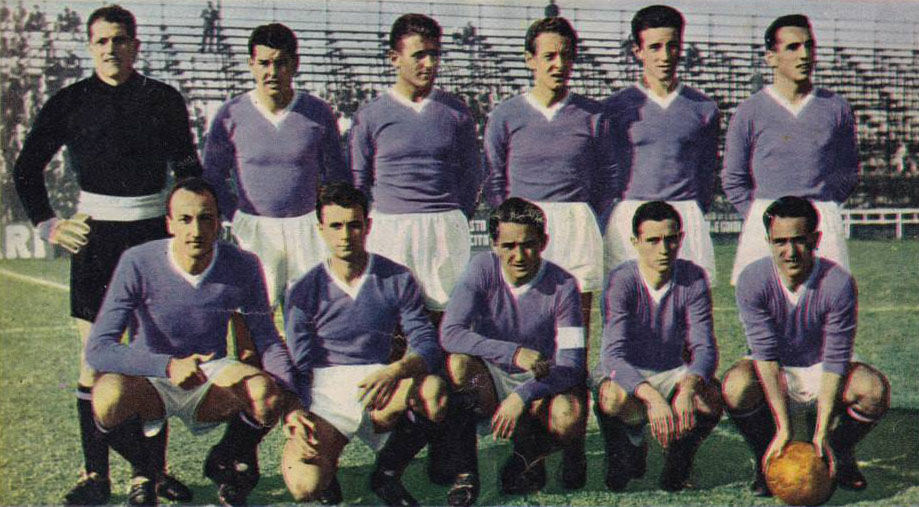
1956 Chân57 Legnano

Sau lần xuống hạng cuối cùng của họ từ Serie A năm 1953 -54, câu lạc bộ đã dần dần suy giảm. Đầu tiên, họ tiến gần đến việc thăng hạng trở lại giải đấu với vị trí thứ 3 tại B, nhưng hai năm sau họ bị xuống hạng ở Serie C.
Legnano đã trải qua 18 năm liên tiếp thi đấu tại Serie C, chỉ có thể hoàn thành cao nhất là thứ 5 trong thời gian đó (họ đã đạt được điều này ba lần). Năm 1974-75 câu lạc bộ tụt xuống Serie D; điều này đã sớm được khắc phục khi HLV Luciano Sassi kéo câu lạc bộ trở lại Serie C2 với vị trí á quân vào năm 1977.

### Giovanni Mari nâng Legnano
Giovanni Mari đảm nhận chức chủ tịch câu lạc bộ vào năm 1979 và dưới quyền của ông, Legnano sẽ đạt được chức vô địch Serie C2. Đây là lần đầu tiên AC Legnano hoàn thành vị trí đầu tiên trong bất kỳ giải đấu nào kể từ năm 1919. Sân vận động của câu lạc bộ sau đó được đặt tên là Stadio Giovanni Mari để vinh danh người đàn ông.

### Tái lập
Sau khi phá sản vào năm 2010, Legnano sau đó đã giải thể.
Nó đã được thành lập lại vào ngày 15 tháng 7 năm 2011, với tư cách là ASD Legnano Calcio 1913 và được nhận vào bảng N của Prima Cargetoria Lombardy trong mùa giải 2011-12. Câu lạc bộ đã được thăng hạng lên bảng A của Promozione Lombardy.
Câu lạc bộ đã có một lần thăng hạng thứ hai liên tiếp sau khi kết thúc với tư cách là nhà vô địch của bảng A của Promozione Lombardy mùa tới và được thăng hạng lên bảng A của Eccellenza Lombardy.
Vào ngày 7 tháng 5 năm 2015, ASD Legnano Calcio 1913 đã mua lại tên Associazione Calcio Legnano. Họ kết thúc Eccellenza Lombardy ở vị trí thứ 4 năm 2014-15 nhưng bị loại ở vòng play-off. Họ kết thúc bảng A của Eccellanza Lombardy đứng thứ 2 và đủ điều kiện cho trận play-off một lần nữa. Họ đã đánh bại Torviscosa chung cuộc 4-1 ở bán kết và Sankt Georgen chung cuộc 4-3 và được thăng hạng lên Serie D.

## Danh dự
Serie C2
- Chiến thắng (2): 1982-1983 (nhóm B), 2006-2007 (nhóm A)

Campionato Nazionale Dilettanti
- Chiến thắng: 1992-1993 (nhóm A)

Serie D
- Chiến thắng: 1999-2000 (nhóm B)

Prima Cargetoria
- Chiến thắng: 2011-2012 (nhóm N)

Promozione
- Chiến thắng: 2012-2013 (bảng A)

Prima Cargetoria:
- Á quân (2): 1919-1920 (nhóm C), 1920-1921 (nhóm D)

Phân khu Prima:
- Á quân (2): 1922-1923 (nhóm B), 1927-1928 (nhóm B)

Serie B
- Á quân (3): 1946-1947 (bảng A), 1950-1951, 1952 -1953

Serie D:
- Á quân (2): 1976-1977 (nhóm B), 1977-1978 (nhóm B)

Campionato Nazionale Dilettanti:
- Á quân: 1997-1998 (bảng B)

Eccellenza:
- Á quân: 2013-2014 (bảng A)